# Kontrollschild (Liechtenstein)

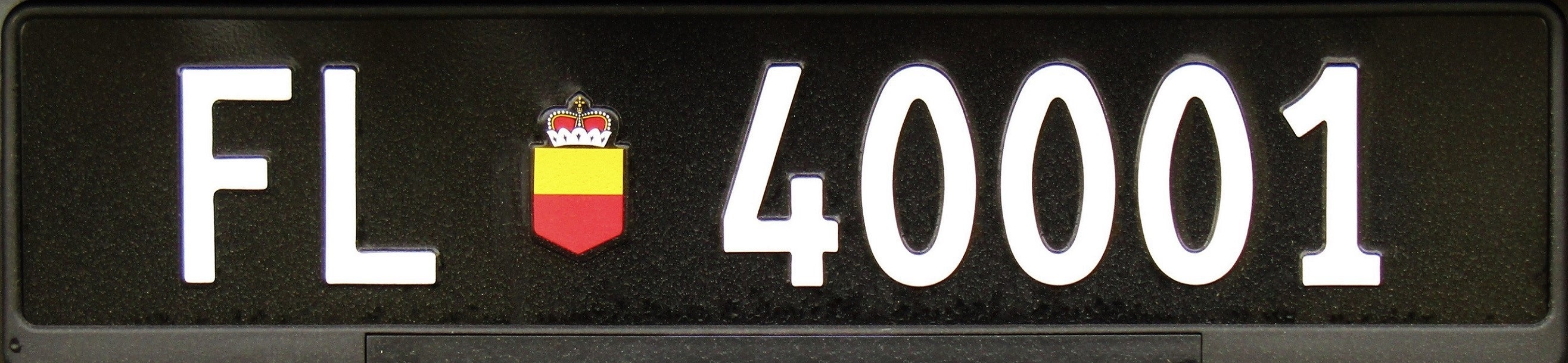
Liechtensteiner Kontrollschild im Langformat 50 × 11 cm

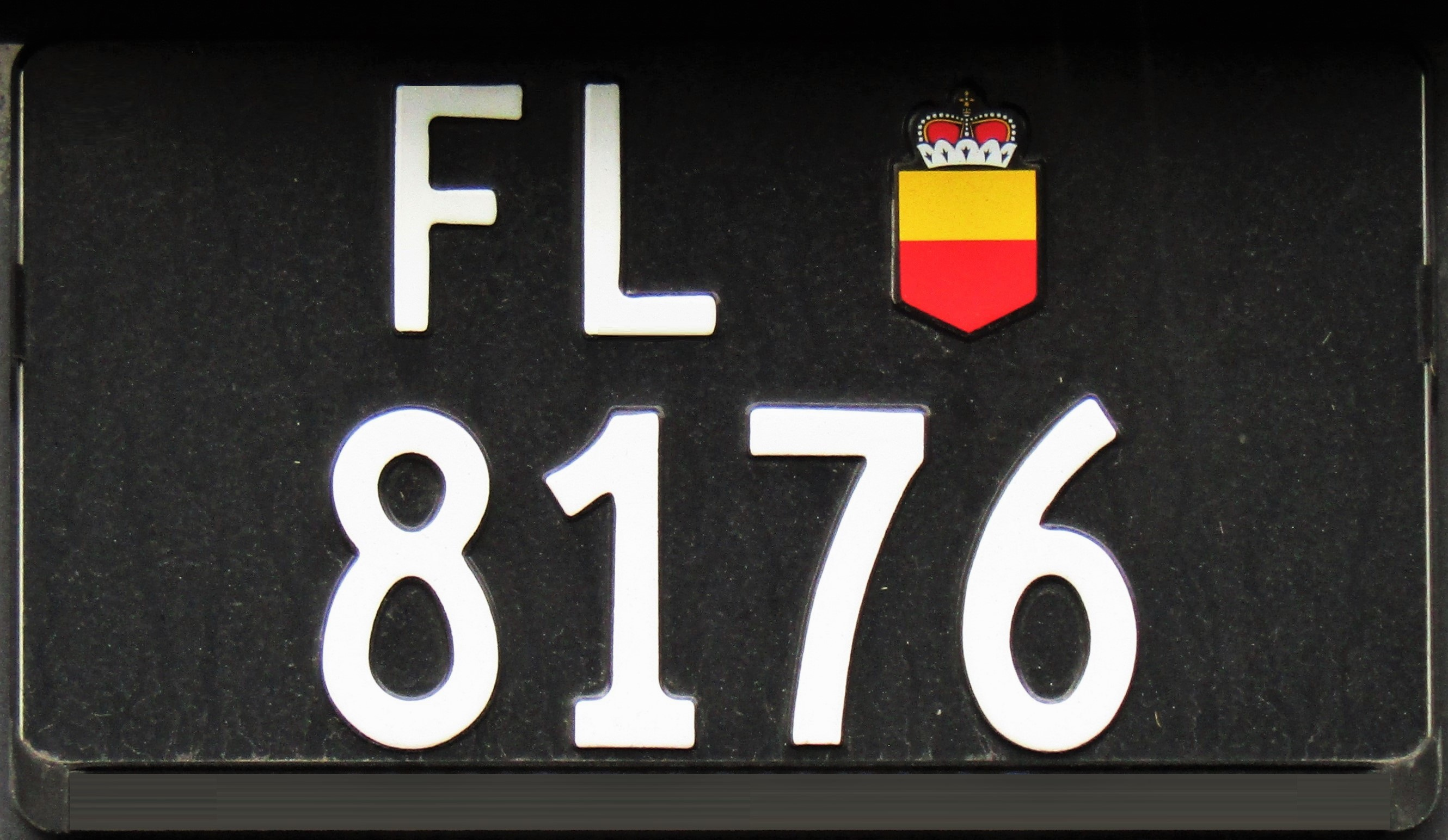
Hinteres Schild, 30 × 16 cm

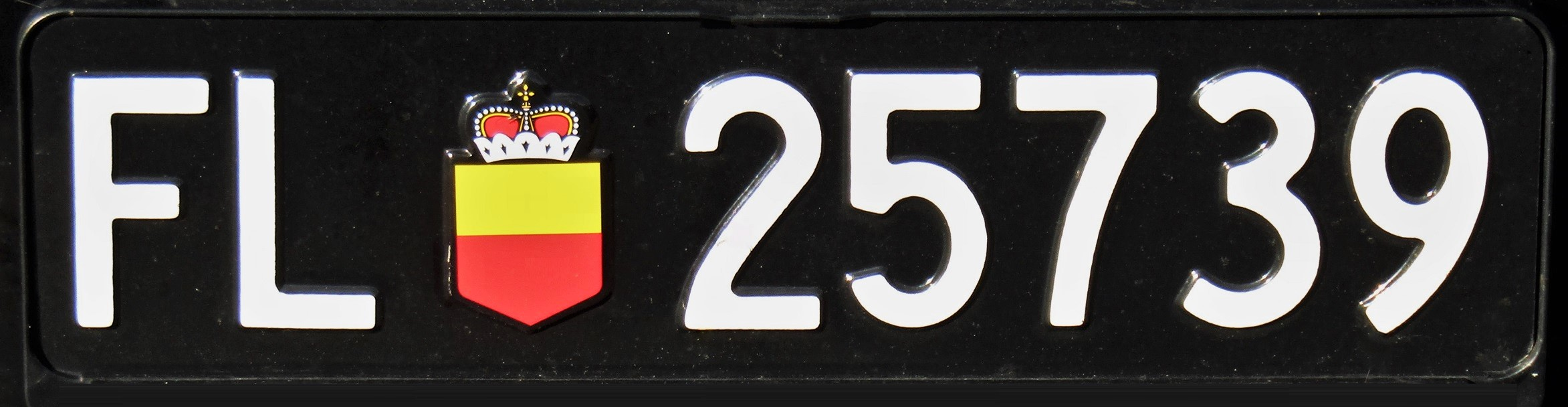
Vorderes Schild, 30 × 8 cm

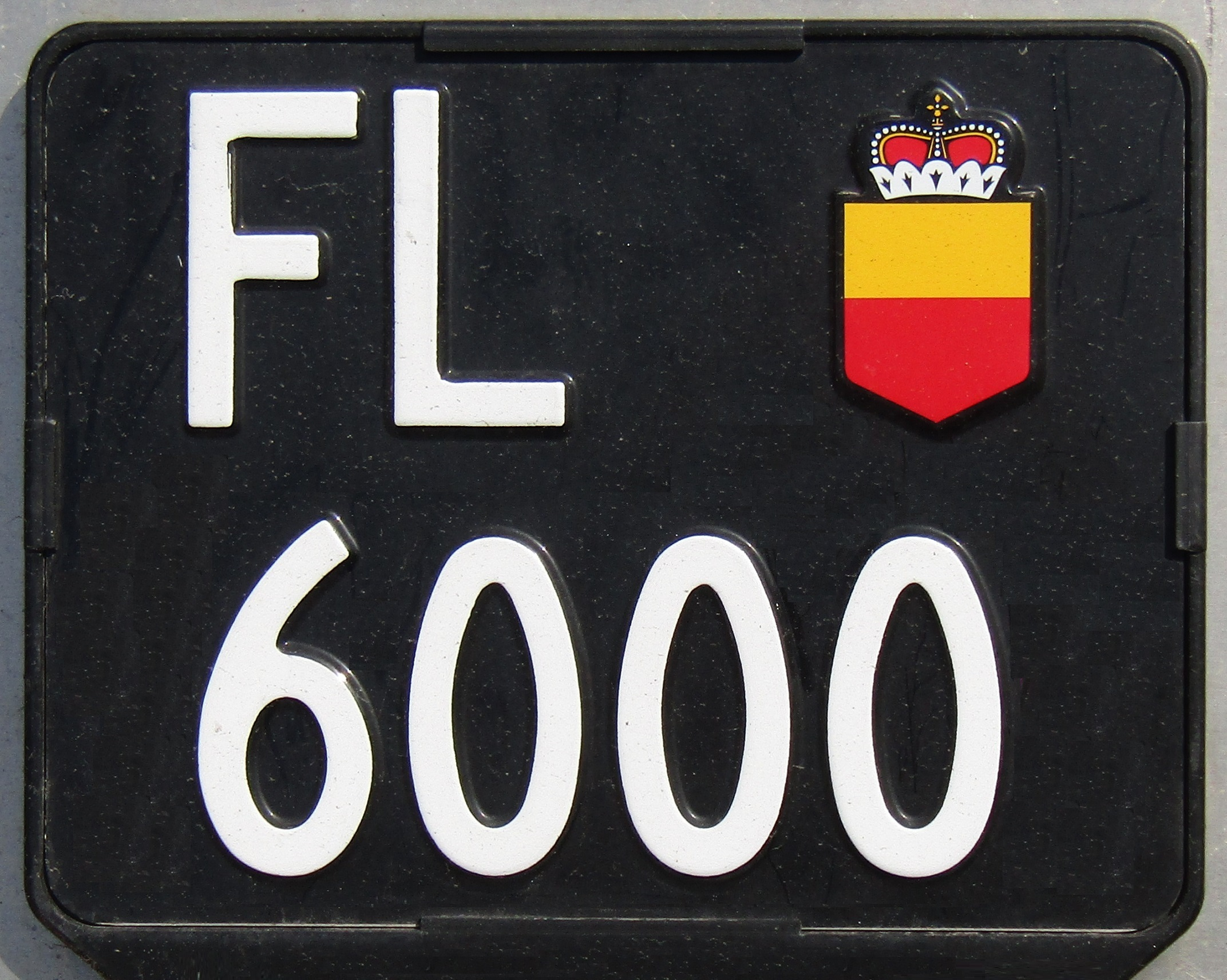
Motorradschild, 18 × 14 cm

Kontrollschild ist der im Fürstentum Liechtenstein verwendete offizielle Begriff für die an Motorfahrzeugen angebrachten Kennzeichen. Umgangssprachlich werden sie aber meistens Autonummer oder auch Nummernschilder genannt. Die Kennzeichnungspflicht für Motorfahrzeuge wurde in Liechtenstein 1906 eingeführt.
Liechtensteiner Kontrollschilder haben eine schwarze Grundfarbe mit weisser Beschriftung. Die Kennzeichen bestehen bereits seit 1920 aus den zwei Buchstaben FL, für Fürstentum Liechtenstein, gefolgt vom Landeswappen bzw. von der kleinen Version des Wappens des Fürstenhauses (seit 1957) und einer individuellen, bis zu fünfstelligen Nummer. Aufgrund der geringen Grösse des Landes (160 km², ca. 40'000 Einwohner) sind keine weiteren Unterscheidungszeichen nötig. Das Nummern- und Farbensystem entspricht im Wesentlichen dem der Schweizer Kontrollschilder.
Die Kontrollschilder werden jeweils dem Fahrzeughalter zugeteilt und nicht dem Fahrzeug. Bei einem Fahrzeugwechsel des Halters können die gleichen Kontrollschilder für das neue Fahrzeug verwendet werden. Sie können auf Antrag auch als Wechselschilder für maximal zwei Fahrzeuge genutzt werden. Die hinteren Nummernschilder können im Lang- oder Hochformat angefordert werden. Meldet der Halter kein Fahrzeug mehr an, muss er die Kontrollschilder an das Amt für Strassenverkehr in Vaduz zurückgeben. Die zurückgegebenen Kontrollschilder bleiben grundsätzlich ein Jahr lang für den bisherigen Halter reserviert. Am 30. Juni 2024 waren im Fürstentum Liechtenstein insgesamt 42'579 Motorfahrzeuge und 4'168 Anhänger in Verkehr. Ein Jahr zuvor waren es 41'987 Motorfahrzeuge und 4'189 Anhänger.

## Geschichte

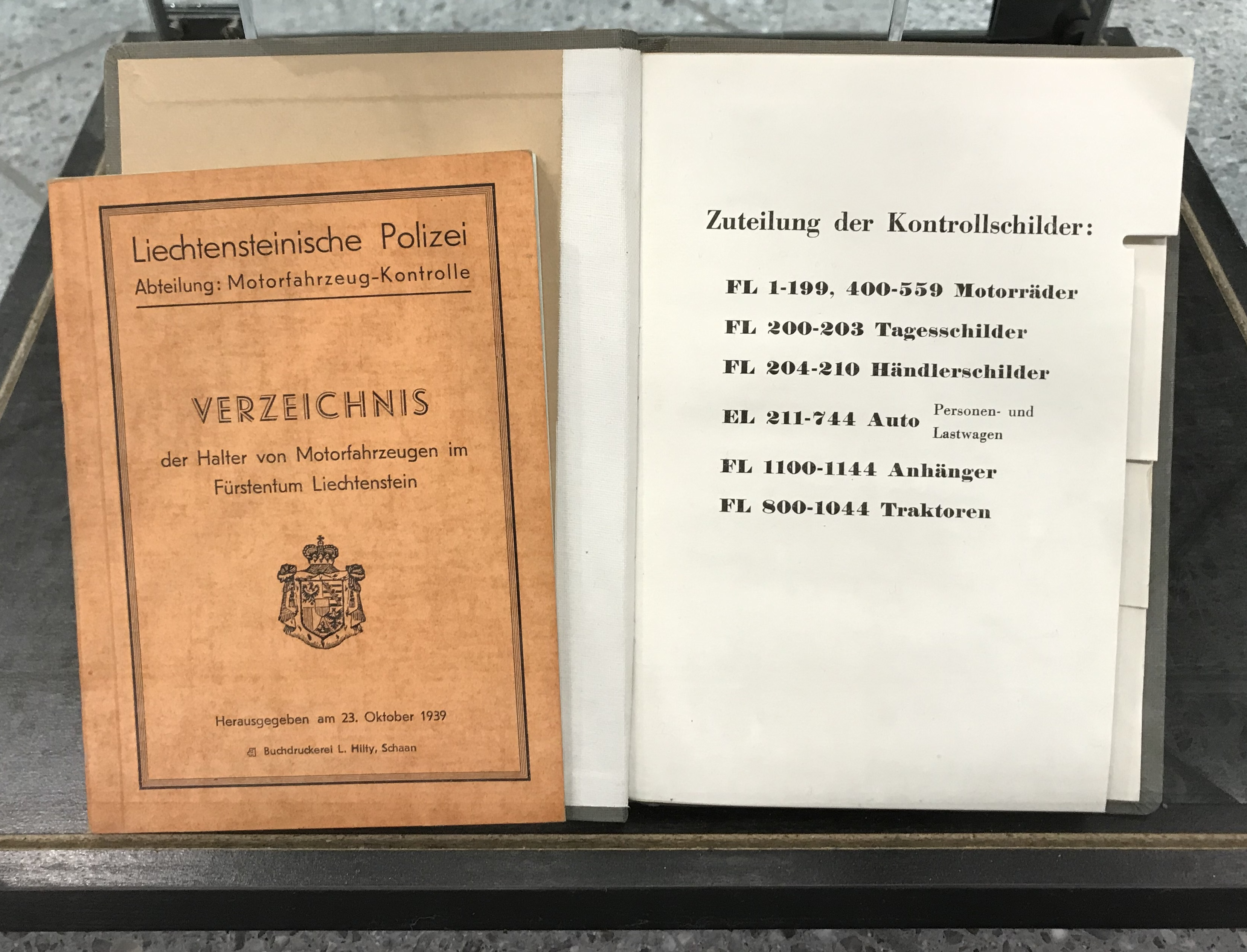
Autonummern-Verzeichnis 1939

Von 1852 bis 1919 war das Fürstentum Liechtenstein durch einen Zollvertrag eng mit dem benachbarten Kaisertum Österreich bzw. der Österreichisch–Ungarischen Monarchie verbunden. Im Jahr 1905 wurde in Österreich die generelle Kennzeichnungspflicht für Motorfahrzeuge eingeführt. Die Regierungen beider Staaten beschlossen, dass auch die liechtensteinischen Motorfahrzeuge mit den österreichischen Erkennungszeichen versehen werden sollen. Diese österreichischen Kennzeichen hatten schwarze Ziffern auf weissem Grund und zeigten jeweils den Buchstaben W, dem damaligen Erkennungsbuchstaben für das österreichische Bundesland Vorarlberg, und einer bis zu dreistelligen Nummer, z. B. W 123.
- Seit 1916 werden eigene, liechtensteinische Kontrollschilder mit weissen Ziffern auf schwarzem Grund verwendet. Die damaligen Erkennungszeichen bestanden aus dem Buchstaben L für Liechtenstein und einer individuellen, maximal dreistelligen Kontrollnummer, z. B.    L 123  .[3]

- Ab 1920 wurden neue Kontrollschilder verwendet, welche mit den zwei Buchstaben FL, dem blau-roten Landeswappen und einer maximal vierstelligen Nummer beschriftet waren. Die liechtensteinischen Kontrollschilder werden somit bereits seit über hundert Jahren nach dem gleichen Schema beschriftet.

- Ab 1957 wurden neue Kontrollschilder ausgegeben, welche anstelle des blau-roten Landeswappens die kleine Version des fürstlichen Wappens, in den Farben Gold und Rot, trugen. Das Wappen wird seitdem nicht mehr mit Farbe auf das Kontrollschild aufgetragen, sondern in Form eines Stickers auf das Kontrollschild aufgeklebt.

- Ab 1972 wurden die Schriftgrösse und das Format der Schilder an die Kontrollschilder der Schweiz angepasst und das Staatswappen wurde auf das heutige Format verkleinert. Die bisherigen Kontrollschilder blieben weiterhin gültig und werden nur bei Bedarf bzw. schlechter Leserlichkeit durch neue Kontrollschilder, beschriftet mit der gleichen Nummer, ersetzt. Vereinzelt sind auch heute noch guterhaltene Kontrollschilder aus der Zeit von 1957 bis 1972 an Fahrzeugen angebracht.[6]

Liechtenstein ist der letzte und einzige europäische Staat, der noch schwarze Standard-Kontrollschilder verwendet. In anderen europäischen Ländern werden Kennzeichen mit schwarzer Grundfarbe nur noch an spezielle Fahrzeuggruppen (z. B. historische Fahrzeuge oder Fahrzeuge der Armee) oder optional zu gelben bzw. weissen Kontrollschildern vergeben, so z. B. auf den britischen Kanalinseln Guernsey und Alderney. Eine Änderung der Farbkombination ist nicht geplant und auch nicht erwünscht, denn die Liechtensteiner mögen ihre schwarzen Kontrollschilder.

## Systematik
Liechtensteinische Motorfahrzeuge müssen mit einem vorderen und einem hinteren Kontrollschild aus korrosionsbeständigem Metall versehen sein. Die heutigen Kontrollschilder bestehen aus Aluminium. Anhänger, Motorräder, Kleinmotorräder, Motorschlitten, Klein- und Leicht-Motorfahrzeuge sowie Motor-Einachser haben nur ein hinteres Kontrollschild. Landwirtschafts-Fahrzeuge haben nur ein kleines vorderes Schild, welches vorne oder hinten am Fahrzeug angebracht werden kann. Die Kontrollschilder können mit einem reflektierenden oder nachleuchtenden Belag versehen sein.
Seit Januar 2019 werden auf Wunsch auch mattschwarze Kontrollschilder ausgegeben. Ein mattschwarzes Einzelschild für Motorräder kostet CHF 130, zwei mattschwarze Kontrollschilder für das Auto kosten CHF 250. Ein Standard-Kontrollschild kostet CHF 25, zwei Standard-Schilder kosten CHF 40.

### Grundfarben
- Kontrollschilder mit schwarzer Grundfarbe und weisser Schrift werden für Fahrzeuge zum Sachen- und Personentransport, d. h. für Personenwagen, Lastkraftwagen, Omnibusse, Anhänger, gewerbliche Traktoren, Motorräder, dreirädrige Motorfahrzeuge und Motor-Einachser verwendet.
- Kontrollschilder mit schwarzer Grundfarbe und gelber Schrift werden für Fahrzeuge mit einer Tageszulassung verwendet.
- Kontrollschilder mit hellgrüner Grundfarbe und schwarzer Schrift gibt es für land- und forstwirtschaftliche Fahrzeuge und deren Anhänger.
- Kontrollschilder mit hellblauer Grundfarbe und schwarzer Schrift werden für Industrie- und Arbeitsfahrzeuge und Arbeitsanhänger verwendet.
- Kontrollschilder mit hellbrauner Grundfarbe und schwarzer Schrift gibt es für Ausnahmefahrzeuge und Anhänger.
- Kontrollschilder mit gelber Grundfarbe und schwarzer Schrift gibt es für Kleinmotorräder und Leichtmotorfahrzeuge[5]

- Kontrollschilder mit roter Grundfarbe und weisser Schrift werden seit März 2022 für Motorwagen als drittes Kontrollschild für die Anbringung am hinteren Lastenträger ausgegeben. Bis dahin musste jeweils das hintere Kontrollschild am Lastenträger montiert werden, sofern durch diesen das Kontrollschild am Fahrzeug hinten verdeckt wurde. Das dritte Kontrollschild wird ausschliesslich im Langformat ausgegeben. Das Kontrollschild für hintere Lastenträger ist nur gültig, wenn es zusammen mit den zwei am Motorwagen angebrachten schwarzen Kontrollschildern verwendet wird.[13]

### Nummern-System

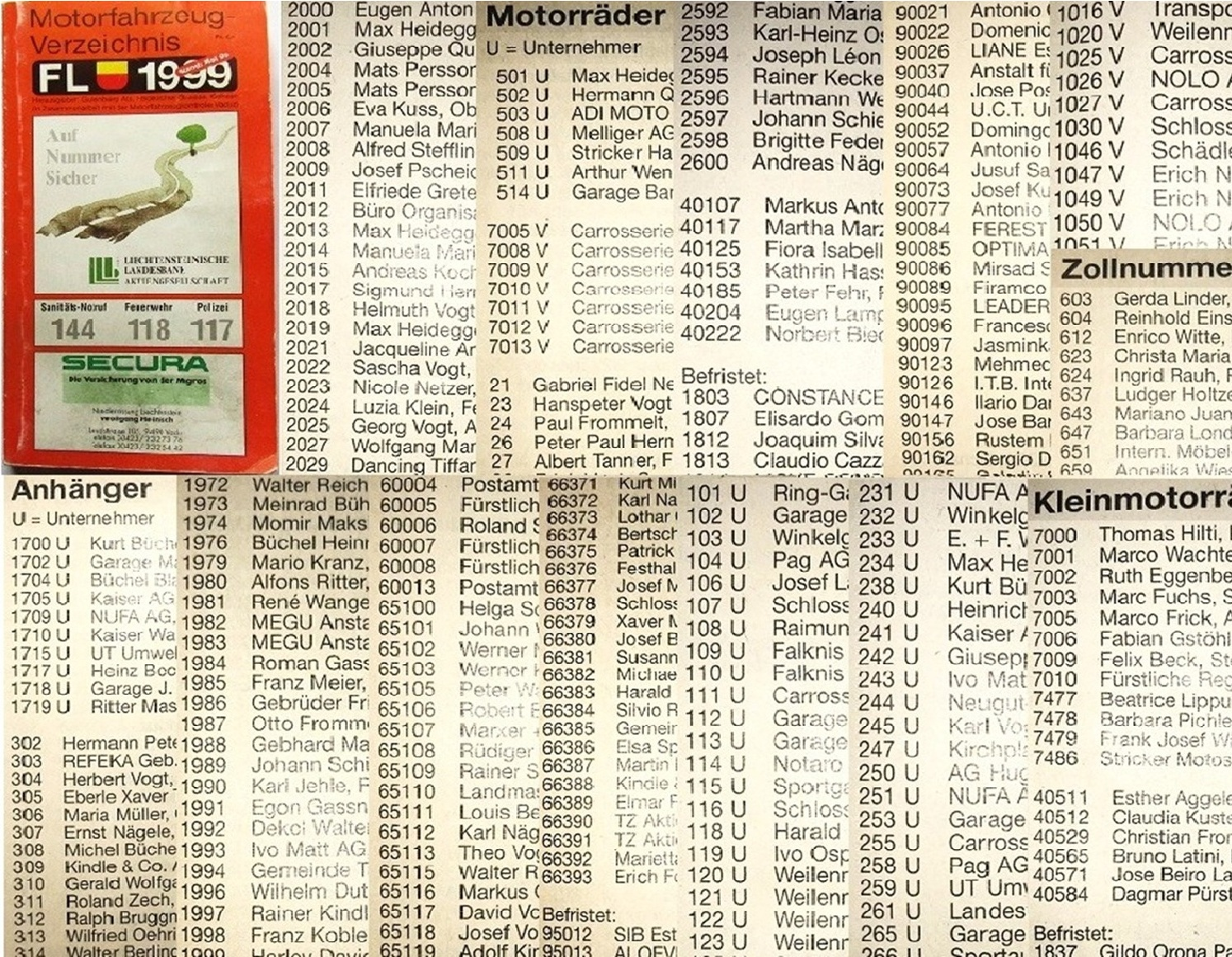
Motorfahrzeug-Verzeichnis 1999, die letzte öffentliche Handbuch-Version

Die Nummerierung der Kontrollschilder beginnt für Motorwagen und Anhänger einerseits und Motorräder anderseits separat sowie für jede Schilderart nach Grundfarbe und besonderer Kennzeichnung getrennt und erfolgt in aufsteigender Reihenfolge.
Von den verfügbaren Nummern für Motorwagen- und Anhänger-Kontrollschilder (FL 1 bis FL 99999) sind bis heute etwa 50 Prozent vergeben worden. Die Nummern sind in folgende Nummernkreise unterteilt, welche für gewisse Fahrzeuggruppen bzw. Verwendungszwecke reserviert wurden:
- FL 1 und FL 2  werden bei offiziellen Anlässen an den Fahrzeugen der Fürstlichen Familie angebracht. FL 4, FL 6, FL 8 und FL 10 sind ebenfalls für die fürstliche Familie reserviert.
- FL 5 und bei Bedarf auch FL 6 werden bei offiziellen Anlässen an den Fahrzeugen der Liechtensteinischen Regierung bzw. des Regierungschefs angebracht. Beispielsweise bei offiziellen Staatsbesuchen von hochrangigen, ausländischen Gästen. wie z. B. Staatsoberhäuptern oder Regierungschefs.

Diese repräsentativen Kontrollschilder mit einstelligen Nummern werden jeweils nur während offiziellen Anlässen an den Fahrzeugen angebracht und werden ansonsten im Kofferraum mitgeführt. Bei Auslandsfahrten der Regierung oder während Staatsbesuchen von hochrangigen ausländischen Gästen werden speziell ausgestattete Limousinen verwendet, welche normalerweise unauffällige Kontrollschilder mit tiefen vierstelligen Nummern tragen.
- FL 7, FL 9 und FL 11 bis FL 20 sind für die markierten Einsatzfahrzeuge der Liechtensteinischen Landespolizei reserviert. Die Polizei-Fahrzeuge sind die einzigen Personenwagen in Liechtenstein, welche permanent mit ein- oder zweistelligen Kontrollschildern ausgestattet sind.[6]

Kontrollschilder mit Nummern von 1 bis 20 werden nur für diese offiziellen Fahrzeuge verwendet. Bei allen anderen Kontrollschildarten mit separater Nummerierung (Motorrad-Kontrollschilder und Kontrollschilder mit grüner, blauer oder brauner Grundfarbe) beginnt die Nummernserie jeweils mit FL 21.
- FL 21 bis FL 100 werden für schwarze Standard-Kontrollschilder (Motorwagen und Anhänger) grundsätzlich nicht vergeben.
- FL 101 bis FL 300 sind reserviert für Händlerschilder bei Motorwagen und Anhängern.
- FL 301 bis FL 1999 wurden für die erste Serie der Anhänger-Kontrollschilder verwendet.
- FL 2000 bis FL 40199 wurden bis 2022 für Personen- und Lastwagen-Kontrollschilder vergeben.
- FL 40200 bis FL 40250 sind reserviert für die Linienbusse des öffentlichen Personennahverkehrs.
- FL 40251 bis FL 41999 werden zurzeit (Oktober 2024) für Personen- und Lastwagen-Kontrollschilder vergeben.
- FL 42000 bis FL 49999 sind ebenfalls für Personen- und Lastwagen-Kontrollschilder reserviert.
- FL 50000 bis FL 50299 ist der zugeteilte Nummernkreis für Tageszulassungen von Motorwagen, Anhängern und Motorrädern.
- FL 50300 bis FL 65099  (14800 Nummern) Die Fahrzeuggruppe bzw. der Verwendungszweck wurde noch nicht festgelegt.
- FL 65100 bis FL 68199 ist die aktuelle, zweite Nummernserie für Anhänger-Kontrollschilder.
- FL 68200 bis FL 69999 sind ebenfalls für Anhänger-Kontrollschilder reserviert.
- FL 70000 bis FL 89999  (20000 Nummern) Die Fahrzeuggruppe bzw. der Verwendungszweck wurde noch nicht festgelegt.
- FL 90000 bis FL 92999 ist der reservierte Nummernkreis für befristete Kontrollschilder bei Motorwagen.
- FL 93000 bis FL 94999  (2000 Nummern) Die Fahrzeuggruppe bzw. der Verwendungszweck wurde noch nicht festgelegt.
- FL 95000 bis FL 95099 ist der reservierte Nummernkreis für befristete Kontrollschilder bei Anhängern.
- FL 95100 bis FL 99999  (4900 Nummern) Die Fahrzeuggruppe bzw. der Verwendungszweck wurde noch nicht festgelegt.[8]

Am 30. Juni 2024 waren im Fürstentum Liechtenstein insgesamt 31’333 Personenwagen, 640 Personentransportfahrzeuge (517 Wohnmobile, 59 Busse, 32 Cars etc.), 3’737 Sachentransportfahrzeuge (3’210 Lieferwagen, 290 Lastwagen, 237 Sattelschlepper), 992 Landwirtschaftsfahrzeuge, 874 Industriefahrzeuge und 5’003 Motorräder zugelassen.

#### Versteigerung
Eine Kontrollschild-Versteigerung wird in der Regel alle 2 Jahre durch das Amt für Strassenverkehr in Vaduz durchgeführt.
Folgende Kontrollschilder werden ausschliesslich durch eine Versteigerung an den Meistbietenden ausgegeben:
- Kontrollschilder mit tiefen Nummern (4-stellige normale Kontrollschilder oder 2-stellige Motorradschilder)
- Kontrollschilder mit auffälligen Ziffernkombinationen

Auf das ersteigerte Kontrollschild muss innerhalb von 3 Monaten nach dem Tag der Versteigerung ein Fahrzeug zugelassen werden. Andernfalls erlischt der Anspruch auf Zulassung. Die bereits bezahlte Kaution wird nicht zurückerstattet. Es dürfen nur Kontrollschilder für den Eigenbedarf ersteigert werden.
Zur Teilnahme berechtigt sind alle Personen mit ordentlichem Wohnsitz in Liechtenstein. Ist es einer Person nicht möglich, selbst an der Versteigerung teilzunehmen, oder soll für eine Gesellschaft mitgesteigert werden, ist vor Beginn der Versteigerung eine entsprechende Vertretungsvollmacht abzugeben.
Die ersteigerten Schilder sind am Tag der Versteigerung bar oder vor der Zulassung durch Überweisung des Steigerungsbetrages an das Amt für Strassenverkehr zu bezahlen. In jedem Fall ist an der Versteigerung eine Kaution von CHF 500.00 in bar zu bezahlen, welche bei der Zulassung angerechnet wird.
Werden die ersteigerten Kontrollschilder gestohlen oder geraten in Verlust, werden diese im Fahndungssystem der Landespolizei ausgeschrieben. Die Schilder werden für 15 Jahre zur Ausgabe gesperrt und können anschliessend wieder der Person zugeteilt werden, welche diese ersteigert hat.

### Zuteilung / Wunschnummern
Die Kontrollschilder werden vom Amt für Strassenverkehr in Vaduz bei der Zulassung des Fahrzeugs zugeteilt. Die Kontrollschilder, mit Ausnahme der Schilder für die provisorische Zulassung, bleiben Eigentum des Staates und müssen nach der Abmeldung des Fahrzeugs zurückgegeben werden. Die Nummern werden in der Regel fortlaufend, in aufsteigender Reihenfolge vergeben. Zwischendurch werden auch tiefe Nummern, welche zurückgegeben worden sind, wieder neu in Umlauf gebracht.
Die Kontrollschilder werden dem Fahrzeughalter zugeteilt und nicht dem Fahrzeug. Sie können auf Antrag als Wechselschilder für maximal zwei Fahrzeuge genutzt werden. Die hinteren Kontrollschilder können wahlweise im Lang- oder Hochformat angefordert werden. Bei einem Fahrzeugwechsel des Halters wird nach der Ummeldung dasselbe Kontrollschild ans neue Fahrzeug montiert.
Es ist möglich, sogenannte Wunschkennzeichen bzw. Wunschnummern (spezielle Ziffernkombinationen) beim Amt für Strassenverkehr zu reservieren. Voraussetzung ist, dass die gewünschte Ziffernkombination nicht unter die Bestimmungen der Ziffer 4 der Kontrollschilderweisung fällt (4-stellige Motorwagenschilder, 2-stellige Motorradschilder oder auffällige Ziffernkombinationen wie z. B. FL 20000, FL 30303 oder FL 44444. Diese Schilder sind nur über Schilderversteigerungen beim Amt für Strassenverkehr in Vaduz erhältlich) oder bereits an einen anderen Halter zugeteilt ist.
Die Gebühr einer Wunschnummer beträgt gemäss Gebührenverordnung CHF 500 und wird bei der Bestellung in Rechnung gestellt. Bis zu einer Immatrikulation auf die Wunschnummer muss diese bezahlt sein. Schilderreservierungen sind nur innerhalb des aktuell verwendeten Nummernkreises möglich, dieser reicht zurzeit bei Personenwagen-Kontrollschildern bis FL 41900, bei Motorrad-Schildern bis FL 6400 (Stand Oktober 2024).
Meldet der Halter kein neues Fahrzeug mehr an, muss er das Kontrollschild an das Amt für Strassenverkehr zurückgeben. Das Kontrollschild bleibt ein Jahr lang für den bisherigen Halter reserviert und die Reservation kann gegen eine Gebühr jahreweise verlängert werden. Viele liechtensteinische Fahrzeughalter behalten ihre Autonummer ein Leben lang oder geben sie innerhalb der Familie an ihre Nachkommen weiter.

### Abmeldung / Halterwechsel
Bei der Abmeldung des Fahrzeugs muss der Halter die Kontrollschilder an das Amt für Strassenverkehr zurückgeben, ausgenommen von dieser Regel sind nur die provisorischen Kontrollschilder, welche nach Ablauf der Frist nicht zwingend zurückgegeben werden müssen, bei missbräuchlicher Verwendung jedoch amtlich eingezogen werden.
Wenn der Halter sein Fahrzeug nur vorübergehend abmeldet, kann er die Kontrollschilder gebührenpflichtig deponieren bzw. reservieren lassen. Eine Deponierung ist für ein Jahr ab Deponierungsdatum möglich. Die Gebühren richten sich nach der Gebührenverordnung. Sollte die Deponierung verlängert werden, muss der Halter selbstständig beim Amt für Strassenverkehr vorstellig werden. Die Gebühren für eine Verlängerung der Deponierungsfrist sind ebenfalls in der Gebührenverordnung geregelt. Werden die Kontrollschilder nach Ablauf der Deponierungsfrist nicht verlängert oder wieder zum Verkehr zugelassen, verfällt der Anspruch des Halters, diese wieder auf seinen Namen zulassen zu können.
Bei einer Annullierung der Zulassung bzw. der endgültigen Rückgabe der Kontrollschilder werden die Schilder vernichtet und die Nummer wird nach frühestens einem Jahr wieder in Umlauf gebracht. Die Nummern von gestohlenen oder verlorengegangenen Kontrollschildern werden für 15 Jahre gesperrt und im Fahndungssystem ausgeschrieben.
Ein Halterwechsel bzw. die Weitergabe von Kontrollschildern an eine andere Person ist nur in folgenden Fällen möglich:
- Zwischen natürlichen Personen bis zum 3. Verwandtschaftsgrad.
- Zwischen Partnern in einer eingetragenen Partnerschaft.
- Zwischen Lebenspartnern in eheähnlicher Gemeinschaft, die nachweislich mindestens drei Jahre im gleichen Haushalt wohnhaft sind.
- Im Scheidungsfalle wird die Haltergeschichte berücksichtigt. Wird eine Verbindung zwischen anfragender Person und Schild festgestellt, kann maximal ein Jahr nach dem Scheidungstermin mit Zustimmung beider Personen ein Halterwechsel vollzogen werden.
- Zwischen einer juristischen und einer natürlichen Person. Die Verbindung der natürlichen Person mit der juristischen Person muss mit einem Handelsregisterauszug dargelegt werden.[16][18]

### Kontrollschild-Formate
Die Kontrollschilder weisen folgende Formate auf, wobei die Ecken mit einem Radius von 1 cm abgerundet sind:
- 500 × 110 mm misst ein hinteres Schild für Motorwagen und Anhänger im Langformat.
- 300 × 160 mm misst ein hinteres Schild für Motorwagen und Anhänger im Hochformat.

Hintere Kontrollschilder gab es bis 1959 nur im Hochformat (310 × 240 mm). Seit 1959 werden sie auf Wunsch auch im Langformat abgegeben. Diese waren anfänglich 440 × 110 mm, später dann 380 × 110 mm gross. Seit 1987 haben sie das heutige Format. Die hochformatigen hinteren Kontrollschilder haben seit 1972 das heutige Format.
- 300 × 80 mm misst ein vorderes Schild für Motorwagen, Motor-Einachser, landwirtschaftliche Fahrzeuge und Arbeitsanhänger.

Die vorderen Kontrollschilder waren anfänglich 380 × 110 mm gross, seit 1972 haben sie das heutige Format.
- 180 × 140 mm misst ein Schild für Motorräder, Kleinmotorräder, Leichtmotorfahrzeuge sowie Leichtelektromobile.

Das kleine Staatswappen sowie die Buchstaben und Zahlen auf den Kontrollschildern sind jeweils auf 1,5 mm erhaben gepresst. Buchstaben und Zahlen werden mit Farbe aufgetragen und das Staatswappen wird seit 1957 in Form eines Stickers auf das Schild geklebt.
- 100 × 140 mm misst ein Schild für Mofas und E-Bikes.

Die Kontrollschilder sind gut lesbar und möglichst senkrecht (Neigung nach oben max. 30°, nach unten max. 15°) anzubringen. Sie müssen sich in einer Höhe zwischen 0,20 m (unterer Rand) und 1,50 m (oberer Rand) befinden. Das hintere Kontrollschild muss in der Längsachse des Fahrzeuges und beidseits davon innerhalb eines Winkels von 30° lesbar sein.

## Kontrollschilder für besondere Zwecke

### Händlerschilder
Schwarze Kontrollschilder mit Nummern von FL 101 bis FL 300 und dem zusätzlichen Buchstaben U sind spezielle Kontrollschilder für das Motorfahrzeuggewerbe, umgangssprachlich auch «Garagennummern» genannt. Der Buchstabe U steht für Unternehmer. Diese Schilder werden, in Verbindung mit einem Kollektiv-Fahrzeugausweis, nur an eingetragene Fahrzeughändler und Reparaturwerkstätten abgegeben.
Händlerschilder können kurzzeitig für sämtliche Motorfahrzeuge, z. B. für Überprüfungs- und Überführungsfahrten, genutzt werden, unabhängig von deren Motorleistung und dem Emissionsausstoss. Auch die Benutzung der Autobahn ohne Autobahnvignette ist bei autobahntauglichen Fahrzeugen erlaubt, jedoch nicht die Fahrt ins Ausland (auch nicht ins benachbarte), da diese speziellen Schilder aufgrund der Wiener Straßenverkehrskonvention nicht anerkannt werden müssen. Nebst der Anbringung an den ordentlichen Autonummernhalterungen der Fahrzeuge ist es auch zulässig, diese «U-Nummern» mittels Magnet auf der Motorhaube und am Heck oder in eine Kunststofftasche angehängt, anzubringen. Mit Händlerschildern versehene Fahrzeuge können Kaufinteressenten für unbegleitete Fahrten überlassen werden, wenn sie betriebssicher sind und den Vorschriften entsprechen.
Für Landwirtschaftsfahrzeuge, Arbeits- und Ausnahmefahrzeuge gibt es Händlerschilder mit grüner oder blauer Grundfarbe. Die Nummernserie beginnt auch bei diesen Schildern mit FL 101 U. Bei den Motorrädern beginnt die Nummerierung der Händlerschilder bei FL 501 U.
Bis 2001 wurde eine spezielle Nummernserie ab FL 1700 U für Anhänger-Schilder verwendet. Diese Schilder sind immer noch gültig, sind aber nur noch sehr selten auf der Strasse zu sehen. Seit 2001 können für Anhänger auch Motorwagen-Händlerschilder verwendet werden. Das vordere Schild wird am Zugfahrzeug angebracht.

### Landwirtschaftsfahrzeuge
Grüne Kontrollschilder mit schwarzer Schrift und Nummern zwischen FL 21 und FL 2000 gibt es für land- und forstwirtschaftliche Fahrzeuge und Anhänger, die nicht zur Verwendung von gewerblichen Fahrten verwendet werden und eine Geschwindigkeit von maximal 40 km/h erlauben.
Es wird jeweils nur ein vorderes Schild pro Fahrzeug ausgegeben, welches entweder vorne oder hinten am Fahrzeug montiert werden kann. Am 30. Juni 2021 waren in Liechtenstein 1’023 Landwirtschaftsfahrzeuge und 142 Anhänger zum Verkehr zugelassen.

### Arbeitsfahrzeuge
Blaue Kontrollschilder mit schwarzer Schrift und Nummern zwischen FL 21 und FL 2000 gibt es für Fahrzeuge und Anhänger, die keine Sachen transportieren, sondern ausschliesslich zum Verrichten von Arbeiten dienen, beispielsweise Feuerwehrfahrzeuge, Fahrzeuge und Anhänger im Hoch- und Tiefbau, in der Forstwirtschaft oder im Strassenunterhalt, wie z. B. Schneeräumungsfahrzeuge, Reinigungsfahrzeuge usw. Am 30. Juni 2021 waren in Liechtenstein 799 Industrie- bzw. Arbeitsfahrzeuge und 268 Arbeitsanhänger zugelassen.

### Ausnahmefahrzeuge
Braune Kontrollschilder mit schwarzer Schrift gibt es für abnormale Fahrzeuge und Anhänger, sogenannte Ausnahmefahrzeuge, welche wegen ihrer Bauart bzw. ihres Verwendungszweckes den allgemeinen Vorschriften bezüglich Gewicht und Grösse nicht entsprechen. Diese Fahrzeuge dürfen nur mit einer schriftlichen Sonderbewilligung verkehren.
In diese Kategorie gehören beispielsweise Kranfahrzeuge, schwere Bagger, überbreite Traktoren, Schwertransport-Fahrzeuge und Anhänger usw. Die Nummerierung beginnt auch bei diesen Schildern mit FL 21. Für Anhänger gibt es Kontrollschilder mit Nummern ab FL 5000.

## Befristete Zulassungen

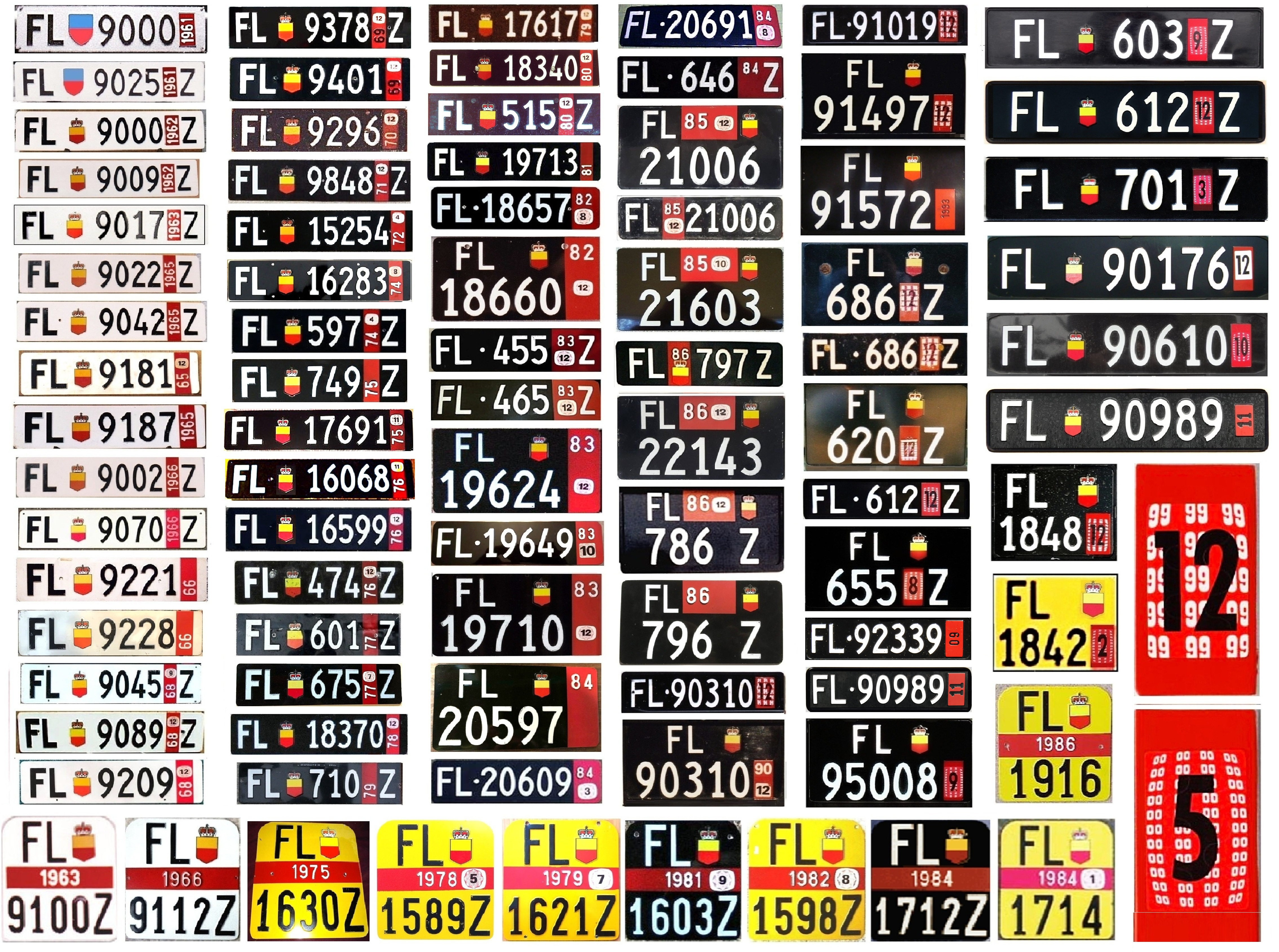
Befristete Kontrollschilder in Liechtenstein, von 1961 bis heute

Seit 1960 gibt es spezielle, befristete Kontrollschilder, welche für verzollte Motorfahrzeuge ausgegeben werden, welche nur vorübergehend in Liechtenstein immatrikuliert sind. Diese Schilder sind für maximal ein Jahr gültig und sämtliche Steuern und Gebühren sind jeweils im Voraus einzuziehen. Kontrollschilder für provisorisch immatrikulierte Motorwagen erhalten jeweils Nummern zwischen FL 90000 und FL 92999 Für Anhänger gibt es befristete Kontrollschilder mit Nummern ab FL 95000.
Die Schilder zeigen rechts von der Nummer einen ebenfalls erhaben gepressten, senkrechten roten Balken, auf dem die rote Kontrollmarke aufgeklebt wird, welche die Zahl des Verfallmonats und die beiden letzten Ziffern des Verfalljahres trägt. Die vorderen, befristeten Kontrollschilder haben zwischen den Buchstaben und der Nummer aus Platzgründen nur einen Punkt anstelle des Staatswappens.
Befristete Kontrollschilder müssen, im Gegensatz zu allen anderen Schilderarten, nach Ablauf der Frist nicht zurückgegeben werden, sind jedoch bei missbräuchlicher Verwendung amtlich einzuziehen. Die Nummern der befristeten Kontrollschilder werden nach Ablauf der Frist bzw. Annullierung der Zulassung wieder neu ausgegeben. In der Regel wird bei der Nummerierung von befristeten Kontrollschildern alle 2 Jahren bei der tiefsten verfügbaren Nummer des zugeteilten Nummernkreises neu begonnen.

### Zollschilder
Zollschilder sind befristete Kontrollschilder für unverzollte Motorfahrzeuge und haben jeweils Nummern ab FL 600 Z. Der Buchstabe Z steht für Zoll. Beispielsweise Personen mit Kurzaufenthaltsbewilligungen oder Personen mit ausländischem Wohnsitz und einer Fahrzeug-Standortadresse in Liechtenstein erhalten provisorische Kontrollschilder.
Auch diese Schilder müssen nach Ablauf der Frist nicht zwingend zurückgegeben werden, sind aber bei missbräuchlicher Verwendung ebenfalls amtlich einzuziehen. Bei der Nummerierung wird auch hier alle 2 Jahre bei der tiefsten verfügbaren Nummer des zugeteilten Nummernkreises neu begonnen.
| Beispiel | Nummerierung | Nummerierung | Kategorien |
| -------- | ------------ | ------------ | ---------- |
| Beispiel | ab           | bis          | Kategorien |
|          | 90000        | 92999        | Motorwagen |
|          | 95000        | 95099        | Anhänger   |

| Beispiel | Nummerierung | Nummerierung | Kategorie                                   |
| -------- | ------------ | ------------ | ------------------------------------------- |
| Beispiel | ab           | bis          | Kategorie                                   |
|          | 600 Z →      | 600 Z →      | Zollschilder für unverzollte Motorfahrzeuge |

### Tagesschilder
Tageszulassungen bzw. Tagesschilder zeigen gelbe Zeichen auf schwarzem Grund und haben Nummern zwischen FL 50000 und FL 50299. Tagesausweise werden für eine Gültigkeitsdauer von 24, 48, 72 oder 96 Stunden ausgestellt. Die Gültigkeit beginnt mit der Ausstellung des Ausweises und der Abgabe der Schilder am Schalter. Nach Ablauf der Gültigkeit sind die Kontrollschilder sowie der Tagesausweis umgehend zurückzugeben oder per Post zurückzusenden. Tagesschilder sind grundsätzlich nur in Liechtenstein und der Schweiz gültig. Die Kosten für eine Tageszulassung inklusive Kfz-Haftpflichtversicherung belaufen sich auf ca. 30 Schweizer Franken (CHF) pro Tag für Anhänger, CHF 40 pro Tag für Motorräder, CHF 50 für Personenwagen und CHF 60 pro Tag für Lastkraftwagen. Zusätzlich muss jeweils eine Kaution von CHF 200 hinterlegt werden.
Ein Fahrzeug, das mit Tagesschildern versehen ist, darf nur für unentgeltliche Fahrten verwendet und nicht vermietet werden. Es dürfen sich höchstens 8 Personen in einem solchen Fahrzeug befinden. Mit Fahrzeugen, die der Schwerverkehrsabgabe unterliegen, dürfen keine Sachentransporte ausgeführt werden. Ein Fahrzeug, das mit Tagesschildern in Verkehr gesetzt wird, muss betriebssicher sein und den technischen Anforderungen an Strassenfahrzeuge entsprechen. Lenkung, Beleuchtung und Bremsen müssen einwandfrei funktionieren, die Profiltiefe der Reifen muss mindestens 1,6 mm betragen und die Karosserie darf keine für die Verkehrssicherheit wesentlichen Mängel aufweisen. Ist das letzte Prüfungsdatum ausserhalb der gesetzlichen Periodizität, muss das Fahrzeug vor der Erteilung der Tagesschilder einer Prüfung auf Verkehrssicherheit unterzogen werden.

## Motorrad-Kontrollschilder
Standard-Kontrollschilder für Motorräder, Klein- und dreirädrige Motorfahrzeuge, Kleinmotorräder und Leichtmotorfahrzeuge sowie für ihre Anhänger haben eine schwarze Grundfarbe mit weisser Schrift und sind 18 cm breit und 14 cm hoch. Die Nummern werden auch hier grundsätzlich fortlaufend, in aufsteigender Reihenfolge vergeben. Bei den Standard-Motorrädern sind derzeit Kontrollschilder mit Nummern von FL 21 bis FL 6300 im Umlauf (Stand Oktober 2023).
Die einzige Ausnahme bezüglich Farbkombination und Nummernvergabe-System bilden die gelben Kontrollschilder für leichte Motorräder, Kleinmotorräder und Elektromobile. Die Nummernvergabe erfolgt bei diesen Kontrollschildern nicht wie üblich der Reihe nach, sondern mehr oder weniger nach dem Zufallsprinzip. Obwohl nur relativ wenige Fahrzeuge in dieser Kategorie immatrikuliert sind, sieht man gelbe Kontrollschilder mit Nummern aus allen Bereichen des zugeteilten Nummernkreises (FL 70xx, FL 71xx, FL 72xx, FL 73xx, FL 74xx, FL 75xx, FL 76xx, FL 77xx, FL 78xx, FL 79xx).
Am 30. Juni 2021 waren in der Kategorie Motorräder insgesamt 4’936 Fahrzeuge zum Verkehr zugelassen. Mit 4’561 Fahrzeugen sind die herkömmlichen Motorräder das bedeutendste Segment in dieser Gruppe. Davon waren 2’990 Standard-Motorräder und 1’571 Motorroller.
| Beispiel | Nummerierung | Nummerierung | Kategorien                                                  |
| -------- | ------------ | ------------ | ----------------------------------------------------------- |
| Beispiel | ab           | bis          | Kategorien                                                  |
|          | 21 →         | 21 →         | Motorräder, Motorroller, Trikes, Quads, Leichtelektromobile |
|          | 7001         | 7999         | Kleinmotorräder, Leichtmotorfahrzeuge                       |
|          | 60001 →      | 60001 →      | Motorrad-Anhänger                                           |

| Beispiel | Nummerierung | Nummerierung | Kategorien             |
| -------- | ------------ | ------------ | ---------------------- |
| Beispiel | ab           | bis          | Kategorien             |
|          | 501 U →      | 501 U →      | Händlerschilder        |
|          | 1801 →       | 1801 →       | Befristete Zulassungen |
|          | 50101 →      | 50101 →      | Tagesschilder          |

### Mofas und E-Bikes
Die Kontrollschilder für Mofas und E-Bikes sind 10 cm breit und 14 cm hoch. Sie haben eine reflektierende dunkelgelbe Grundfarbe mit schwarzer Schrift und tragen kein Staatswappen. Bis 1985 wurden diese Schilder jedes Jahr neu ausgegeben und waren oben rechts, neben den Buchstaben FL, jeweils mit der aktuellen zweistelligen Jahreszahl beschriftet.
Ab 1985 wurde die Jahreszahl-Beschriftung weggelassen und die Schilder werden seitdem nicht mehr jährlich ersetzt.
Stattdessen muss seither eine Vignette mit der aktuellen Jahreszahl als Versicherungsnachweis angebracht werden, welche jeweils vom 1. Januar des aufgedruckten Abgabejahres bis zum 31. Mai des folgenden Jahres gültig ist. Gleichzeitig wurde damals die Nummerierung im Bereich von FL 31xxx gestoppt und bei FL 80000 neu gestartet. Derzeit sind die höchsten Nummern bei den Mofa-Kontrollschildern im Bereich von FL 87600 (Stand Oktober 2023).

## Ehemalige und auslaufende Schilderarten
- Von 1933 bis 1977 gab es in Liechtenstein, wie in der Schweiz, sogenannte Versuchs-Schilder bzw. Kollektivschilder für Motorwagen und Motorräder. Die Schilder hatten das normale Format mit Nummern aus der laufenden Serie (ohne «U») mit schwarzer Grundfarbe, waren jedoch, wie in der Schweiz, beschriftet mit roten Buchstaben und Ziffern. Diese Schilder wurden ab 1977, wie in der Schweiz, durch die heutigen Händlerschilder ersetzt. Sie durften nur vom Motorfahrzeuggewerbe, mit einem Kollektiv-Fahrzeugausweis, für Probefahrten usw. verwendet werden.[22]

- Von 1977 bis 2001 wurden für liechtensteinische Mietfahrzeuge, gleich wie in der Schweiz, spezielle Kontrollschilder mit dem zusätzlichen Buchstaben «V» (für Vermietung) rechts neben der Zahl ausgegeben. Sie hatten Nummern ab FL 1000 V. Für Motorräder gab es spezielle Kontrollschilder mit Nummern ab FL 7000 V. Seit 2001 werden für liechtensteinische Mietfahrzeuge, wie schon vor 1977, wieder normale Kontrollschilder verwendet.[6]

- Bis 2001 gab es spezielle Händlerschilder für Anhänger. Der zugeteilte Nummernkreis für diese Schilder startete mit FL 1700 U. Diese Schilder für Anhänger werden seit 2001 nicht mehr ausgegeben, sind aber noch gültig und werden auch noch verwendet, sind aber nur noch sehr selten auf der Strasse zu sehen. Seit 2001 werden für Anhänger die normalen Händlerschilder (FL 101 U bis FL 300 U) verwendet.[6]

## Sammlerschilder / Souvenirschilder
| Beispiel | Nummer | Beschreibung |
| -------- | ------ | --- |
|          | 00000  | Souvenirschilder sind fabrikneue, echte Kontrollschilder, welche jedoch immer mit dem ungültigen Kennzeichen „FL 00000“ beschriftet sind. Material, Farbe und Format dieser Schilder entsprechen den regulären Kontrollschildern. Der Preis für ein Schild beträgt CHF 25.00, ein Schilderpaar kostet CHF 40.00. Souvenirschilder sind in folgenden Formaten am Schalter des Amtes für Strassenverkehr in Vaduz erhältlich: - Hochformat: 300 x 160 mm - Langformat: 500 x 110 mm - vorderes Schild: 300 x 80 mm - Motorradschild: 180 x 140 mm |